# Virtua Fighter 4
Virtua Fighter 4 (Chinees: VR战士4)  is een computerspel dat werd ontwikkeld en uitgegeven door Sega. Het spel kwam in 2001 uit als arcadespel. Een jaar later kwam het uit voor het platform PlayStation 2. Het spel is een vechtspel, waarbij de speler verschillende tegenstanders moet verslaan in een één tegen één gevecht. Het perspectief wordt weergegeven in de derde persoon. Elk personage heeft verschillende moves, variërend van simpele stoten tot combo's en specials. 

## Platforms
| Jaar | Platform      |
| ---- | ------------- |
| 2001 | Arcade        |
| 2002 | PlayStation 2 |

## Personages

### Terugkerend
- Akira Yuki
- Pai Chan
- Lau Chan
- Wolf Hawkfield
- Jeffry McWild
- Kage-Maru
- Sarah Bryant
- Jacky Bryant
- Shun Di
- Lion Rafale
- Aoi Umenokoji
- Dural

### Nieuw
- Lei-Fei
- Vanessa Lewis
- Brad Burns (alleen Virtua Fighter 4: Evolution/Final Tuned)
- Goh Hinogami (alleen Virtua Fighter 4: Evolution/Final Tuned)

## Ontvangst
| Beoordeeld door          | Jaar | Platform      | Score |
| ------------------------ | ---- | ------------- | ----- |
| Game industry News (GiN) | 2002 | PlayStation 2 | 100%  |
| The Video Game Critic    | 2004 | PlayStation 2 | 100%  |
| GameSpy                  | 2002 | PlayStation 2 | 95%   |
| Game Critics             | 2002 | PlayStation 2 | 95%   |
| Fragland.net             | 2002 | PlayStation 2 | 94%   |
| Gamesmania               | 2002 | PlayStation 2 | 91%   |
| 4Players.de              | 2002 | PlayStation 2 | 89%   |
| SegaFan.com              | 2002 | PlayStation 2 | 89%   |
| GamesFirst!              | 2002 | PlayStation 2 | 80%   |
| GamePro (US)             | 2002 | PlayStation 2 | 80%   |